# Tschagatai-Khanat

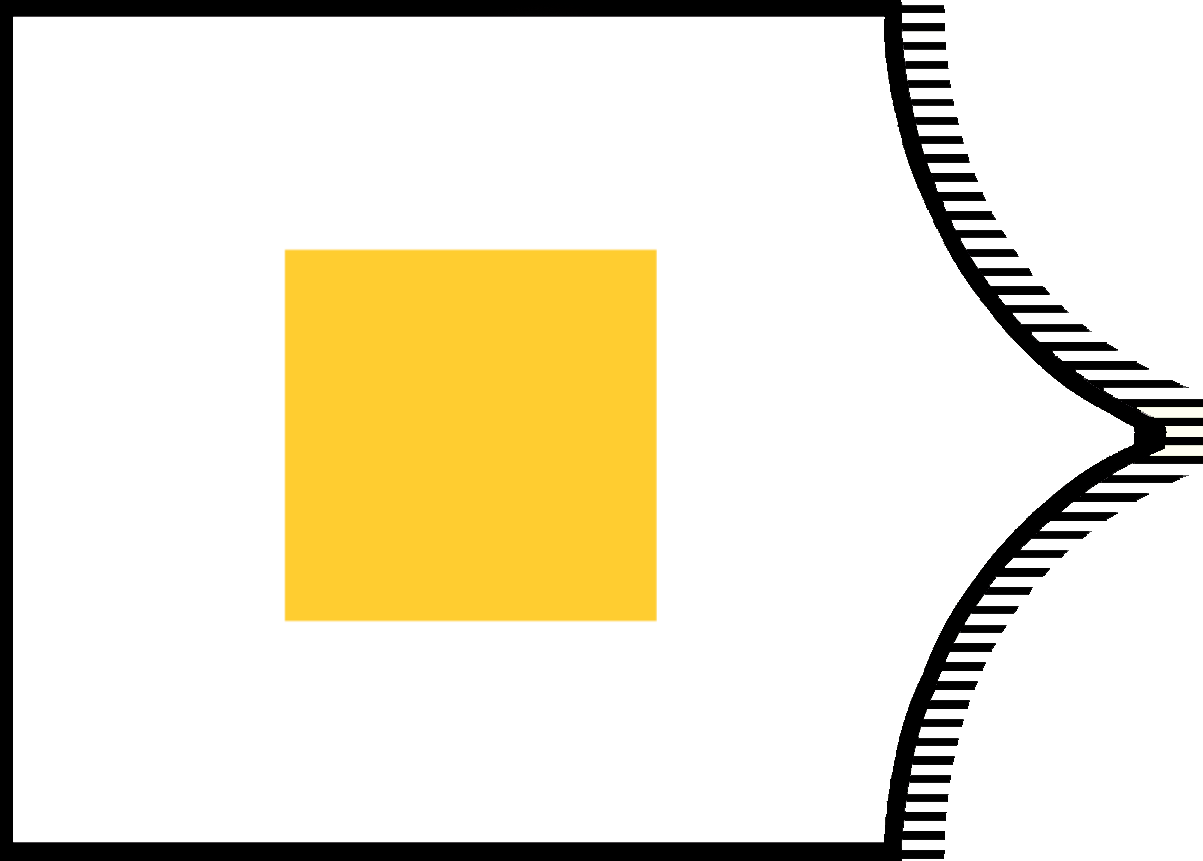
Fahne des Tschagatai-Khanats (nach Darstellungen im Katalanischen Weltatlas, um 1375)

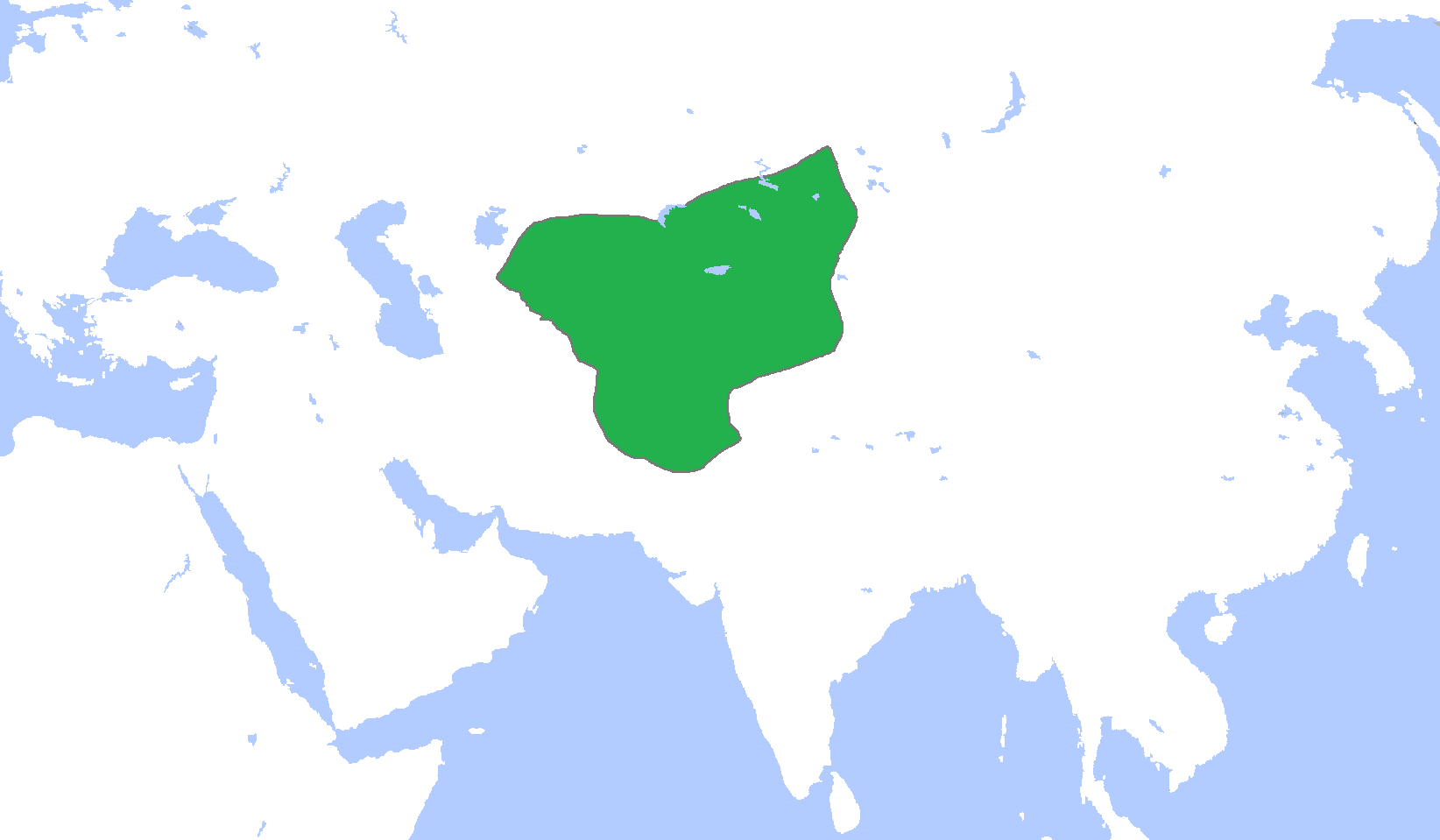
Das Tschagatai-Khanat um 1310

Tschagatai-Khanat war der Name eines zentralasiatischen Herrschaftsgebietes zwischen dem 13. und 16. Jahrhundert, in dem die Tschagataiden, eine Linie der Dschingisiden, herrschten. Der Begründer des Khanats war Tschagatai Khan, der zweite Sohn Dschingis Khans. Der jeweils regierende Khan hatte seine Residenz in der Stadt Almaliq.

## Umfang und Bevölkerung
Das von den Mongolen gegründete Khanat umfasste im Westen die Gebiete der heutigen mittelasiatischen und turksprachigen Staaten Usbekistan und Kirgisistan (Starr spricht deswegen von einem turko-mongolischen Herrschaftsgebiet) sowie im Osten die heute zu China gehörende Region Xinjiang (anfangs ohne das Gebiet der Dsungarei) und den Norden Afghanistans. Insgesamt umfasste dieses Khanat in seiner größten Ausdehnung rund 6,2 Millionen km². Das Gebiet war auch unter der Bezeichnung Tschagatai-Ulus bekannt.
Das Khanat bestand aus
- einem Westteil, bestehend aus Transoxanien, auch Mawarannahr genannt, und angrenzenden Gebieten
- einem Ostteil, bestehend aus Mogulistan

Die Bevölkerung des Khanates bestand aus verschiedenen Völkern:  aus nomadisierenden Clans diverser, zum Beispiel tschagataischsprachiger Turkvölker und aus sesshaften iranischen Oasenbauern und der damals überwiegend persischsprachigen Stadtbevölkerung (Tadschiken). So siedelten im Osten verschiedene Turkvölker wie z. B. die Karluken, Naimanen, Kirgisen und Uiguren. In der Mitte lebten die ebenfalls turkstämmigen Volksstämme der Tschigil, Kimek und Türgiş. Die Steppengebiete im Westen wurden von oghusischen Clans bevölkert, welche zu den südwesttürkischen Völkern gehören. Auch lebten dort noch Reste der mit ihnen verwandten Seldschuken. Die Bevölkerung im Süden wurde aus iranischen Afghanen, Persern und Kaschmiris gebildet.
Eine Besonderheit bildeten Teile der Karakalpaken, die um den Aralsee siedelten. Im Bereich des Tschagatai-Khanates bildeten sie eine sesshafte turksprachliche Minderheit, da sie Fischer und Ackerbauern und keine Nomaden wie die sprachverwandten „Kasak-Tataren“ waren.

## Geschichte
Das Khanat entstand um 1229, als der „Ulus Tschagatai“ von Tschagatai, einem Sohn Dschingis Khans, begründet wurde. Diesem wurden im gleichen Jahr auf der mongolischen Fürstenversammlung große Teile der ursprünglich seinem Bruder Dschötschi zugesicherten Gebiete der ehemaligen „Khanate der Westlande“ an den Flüssen Syrdarja und Amudarja zugesprochen. 
Der Khan residierte in Almaliq (auch Almalyq oder Almalik), das in der Nähe des heutigen Gulja (Bezirk Ili im chinesischen Xinjiang) lag.
Im Mongolischen Großreich bestand das Khanat formal als dessen Bestandteil bis 1368. Doch agierten die Fürsten in diesem äußerst autonom, da die Oberherrschaft des Groß-Khans entsprechend alter Nomadentraditionen nur lose war.
Nach 1346 verloren die Nachfahren des Tschagatai Khans die westlichen Landesteile (Transoxanien); ihre Herrschaft beschränkte sich auf den Osten, der Östliche Tschagatai-Khanat oder auch „Mogulistan“ (persisch ‚Land der Mongolen‘) genannt wurde. Als Einheitsstaat bestand dieses Khanat bis etwa 1514. Im Laufe des frühen 16. Jahrhunderts löste sich das Tschagatai-Khanat in einzelne Territorien auf, denen jeweils ein Khan vorstand.

### Das Tschagatai-Khanat als Teil des Mongolischen Großreichs (13./14. Jahrhundert)

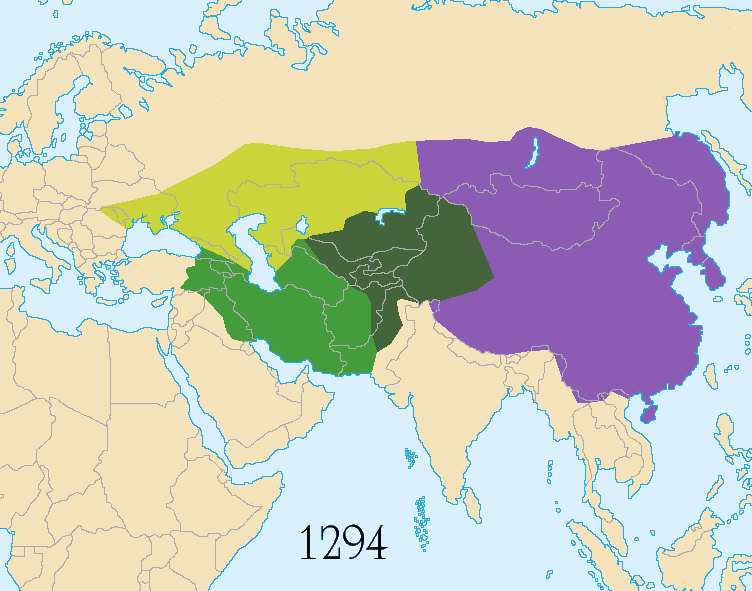
Nachfolger des Mongolischen Reiches:
Khanat der Goldenen Horde
Tschagatai-Khanat
Ilchanat
Reich der Yuan-Dynastie

Nach dem Tod Tschagatais zirka 1242 kam es unter Einmischung der jeweiligen Großkhane zu mehreren Regierungswechseln. So setzte Güyük Khan, der Großkhan (reg. 1246–1248), Qara Hulagu ab und stattdessen seinen persönlichen Freund Yesun Möngke ein; Güyüks Rivale und Nachfolger Möngke Khan (Großkhan von 1251–1259) machte es folglich umgekehrt. Arigkbugha Khan (reg. 1260–1264) setzte dann Qara Hulagus Witwe Orghina ab und Algui ein, und Kublai Khan (reg. 1260–1294) bestätigte zwar Algui, ließ aber dessen Nachfolger Mubarak Schah durch Boraq ersetzen.
Boraq geriet jedoch in Streit mit dem Großkhan (Verwaltungsfragen) und stand dann allein gegen seine Rivalen, allen voran Möngke Timur von der Goldenen Horde und Qaidu, die ihn gegen 1269 auf Mittelasien beschränkten. Boraq musste sich laut Raschid ad-Din 1269 im Kuriltai am Talas-Fluss mit Qaidu vergleichen: Er schloss ein Bündnis mit ihm, das sich gegen Kubilai Khan und den Ilchan richtete und für die Politik der nächsten vierzig Jahre wegweisend sein sollte.
Mit Boraqs Tod 1271 waren die „Ögedäjiden“ unter dem Enkel Ögedäjs, Qaidu († zirka 1303) schließlich zu den wahren Herrschern des Khanates aufgestiegen. Qaidu war in dieser Zeit der Seniorpartner des Tschagatai-Khans Du'a (Sohn Boraqs, reg. 1282–1307) und ein Gegenspieler Kublai Khans. Erst 1309/10 waren die Tschagatai-Prinzen wieder die alleinigen Herren ihres Landes, nachdem Qaidus Sohn Tschapar (reg. 1303–1309) von Du’a und danach von Du'as Sohn Kebek mit Hilfe des Mongolenkaisers Timur (reg. 1294–1307) entmachtet wurde (1306 und 1309).
Im 14. Jahrhundert entspannte sich auch die Beziehung zum Mongolenkaiser, nur Ayurparibhadra (reg. 1311–1320) griff 1315/16 noch einmal ein, dabei im Bündnis mit dem Ilchanat stehend. Der Khan Esen Bugha (der energische Kebek war 1310 zugunsten seines älteren Bruders abgedankt) erlitt einige schwere Niederlagen, die aber letztlich nur eine Episode blieben.
Du'as Söhne Kebek und Tarmaschirin versuchten den Staat zu festigen. Kebek (reg. 1309, 1318–1326, ermordet) berücksichtigte die Nomaden und die (von sehr hohen Steuern belasteten) Sesshaften gleichermaßen, war islamfreundlich und gründete mit Qarshi eine neue Hauptstadt südwestlich von Samarkand. Er teilte das Land in territoriale Verwaltungsbezirke ein, die mit ihren Steuern den Unterhalt ansässiger Truppen finanzieren sollten. Mit diesen Maßnahmen erregte er aber bereits den Unwillen der traditionellen Mongolen, die um ihre Ungebundenheit fürchteten.
Kebeks Nachfolger Tarmaschirin (reg. 1327/31–1334) war zum Ärger der Traditionalisten ein eifriger Moslem, setzte die Jassa zugunsten der Schari'a außer Kraft und residierte ständig in Transoxanien, wohin ihm wegen der Lehenvergabe viele Mongolen folgten. 1333 erhob er den Islam zur Staatsreligion. Im Jahr 1334 wurde er in einem Aufstand von den Traditionalisten des Ostens (Ili-Gebiet, alte Hauptstadt Almalyq) abgesetzt und hingerichtet.
Die Folge war ein langer Bürgerkrieg mit mehreren schnellen und undurchsichtigen Machtwechseln, der das Land spaltete. Zuletzt versuchte sich Kazan, ein Enkel Du'as durch Gewaltmaßnahmen an der Macht zu halten, wurde aber 1346 durch Kazagan, den Emir der Qaraunas, besiegt und getötet. Durch die Machtübernahme des Kazagan (reg. 1346–1357) verloren die Khane des Tschagatai-Khanats die unmittelbare Herrschaft über Transoxanien mit den bedeutenden Festen Buchara, Samarkand und Qarshi. Die Herrschaft des Tschagatai-Klans war unter Kazagan und nachfolgenden Emiren einschließlich Timur Lenks nur noch formal, d. h., sie diente lediglich zur Legitimation der weltlichen Herrschaft dieser Emire.
Timur Lenk stammte aus dem Tschagatai-Khanat und diente anfangs dessen Khanen. Ab 1363 kämpfte er um die Macht im Westteil des Khanats, Transoxanien, die er 1370 errang. Nach seinem Sieg errichtete er das Timuridenreich, das in Zentralasien bis 1405 wuchs.

### Das Östliche Tschagatai-Khanat (14.–17. Jahrhundert)
Die Tschagataiden konnten sich nach 1346/47 nur im Ostteil, dem Östlichen Tschagatai-Khanat, an der Macht halten; es umfasste Mogulistan, also das Gebiet der Flüsse Ili und Tschüi sowie Tianshan und das Tarimbecken. Dort brachte die Dughlat-Familie den Prinzen Tughluk Timur (reg. 1347–1363) an die Macht, der zum Islam übertrat und um 1360 sogar Transoxanien für einige Jahre zurückgewinnen konnte.

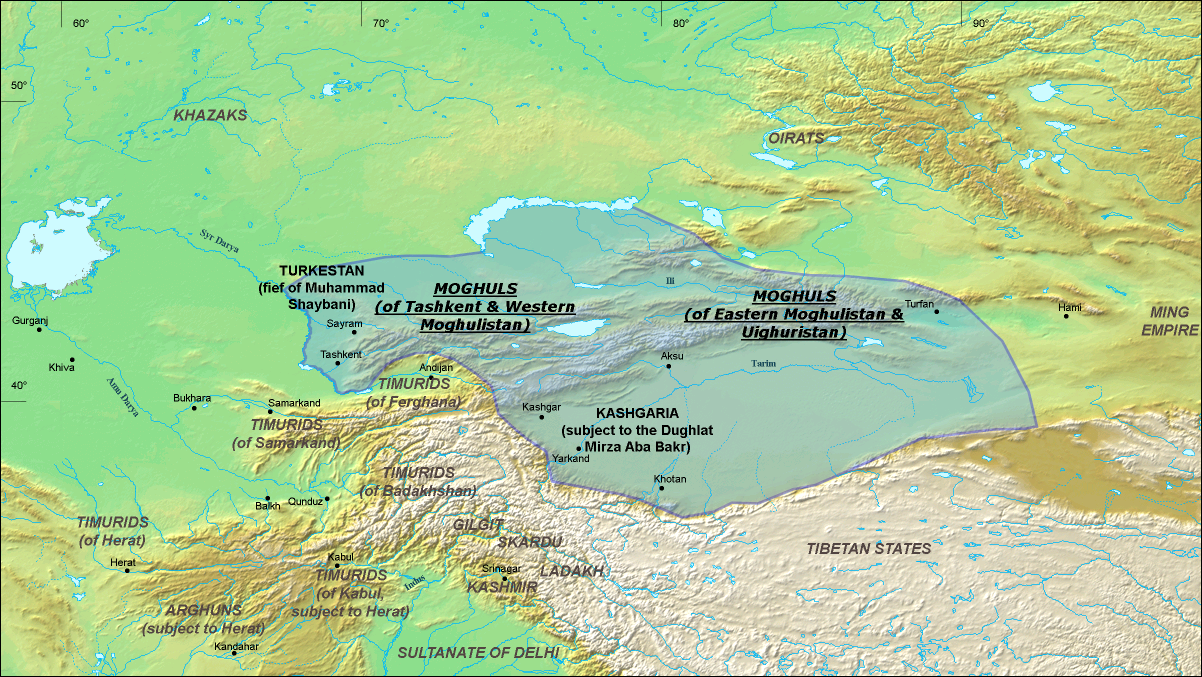
Einflusszonen der zwei Teile des Tschagatai-Khanats um das Jahr 1490

Aber auch in Mogulistan gerieten die Tschagatai durch den Aufstieg Timur Lenks (reg. 1365/70–1405) bald unter Druck: Ilias Hoja wurde um 1365 von Timur Lenk besiegt und bald darauf von den Dughlat ermordet, deren Vertreter dann noch in sämtlichen Machtkämpfen zwischen dem 14. und dem 16. Jahrhundert eine herausragende Rolle spielen sollten. Khizr Hoja lebte bis zu seiner Machtübernahme in Verstecken bzw. auf der Flucht. Erst im Verlauf des 15. Jahrhunderts konnte sich das Tschagatai-Khanat in Mogulistan wieder stabilisieren: insbesondere Yunus Khan (reg. 1462–1487, mütterlicherseits Großvater von Babur) gilt als kultivierter und überwiegend erfolgreicher Herrscher.
Mit dem Tod von Yunus Khan spaltete sich Mogulistan in zwei Herrschaftsgebiete seiner Söhne, die aber eng miteinander verbündet blieben. Schon 1503 brachte ein Sieg des usbekischen Khans Mohammed Scheibanis die Gefangennahme von Yunus’ Söhnen: sie gewannen ihre vorherige Machtstellung nie wieder. Die Erben des Tschagatai-Khanats wurden im Verlauf des 16. Jahrhunderts schrittweise die Khane der Usbeken und Kasachen sowie die Kirgisen. Trotzdem tauchen bis ins 17. Jahrhundert hinein gelegentlich noch einige Khane aus der Nachkommenschaft des jüngeren Sohns Ahmad († 1503/04 an Paralyse) auf, diese hatten aber nur noch regionale Bedeutung. Der letzte ernstzunehmende Herrscher, Abdur Raschid, starb um 1565 – da war das Tschagatai-Khanat als Einheitsstaat bereits Geschichte.
Ein gewisser Isma’il versuchte zirka 1678 die weltliche Herrschaft über das Khanat von Kaschgar, die in die Hände der Hodscha-Familie Makhdumzada gefallen war, zu restaurieren, wurde jedoch von dem Dschungaren-Fürsten Galdan zugunsten der Hodschas abgesetzt.

## Fürstenliste
- Tschagatai († 1242)
- Qara Hulagu (1242–1246, 1251)
- Yesun Möngke (1246–1251)
- Regentin Orghina (1251–1260)
- Algui (1260–1264/6)
- Mubarak Schah (1264/6)
- Boraq (1266–1271)
- Negübei, Buqa Timur unter anderem
- Du’a (1282[4]–1307)
- Köntschek, Taliqu
- Kebek (1309, 1318–1326)
- Esen Bugha (1310–1318)
- Tarmaschirin (1327–1334)
- Buzan (1334)
- Dschenkschi (1334–1338)
- Yesun Timur (1338–1340)
- Ali Sultan[5]; Muhammed
- Kazan (1330er/1343–1346)
- [Bayan Kuli (1348–58) und andere Marionettenherrscher]

ab 1346/47 nur in Moghulistan:
- Tughluk Timur (1347–1363), ab 1360 auch Gesamtkhanat
- Ilias Hoja (1363 – zirka 1369)
- [Prätendent: Qamar ad-Din (zirka 1369–1390, Dughlat-Familie)]
- Khizr Hoja (1389–1399)
- Shams-i Jahan (zirka 1399–1408)
- Muhammed Khan (1408–1416)
- Naksh-i Jahan (1416–1418)
- Vais Khan (1418–1428)
- Satuq Khan, ein Marionettenherrscher Ulugh Begs (1428–1434)
- Esen Bugha (1428/34–1462)
- Dost Muhammad (1462–1469)
- Yunus (1462–1487)
- Ahmad (–1503, in Aksu) und Mahmud (–1508, in Taschkent)
- Mansur Khan (zirka 1503–1514 bzw. –1543/5 Teilherrscher in Ili-Region)
- Said Khan (zirka 1514–1533, Teilherrscher in Kaschgar)
- Abdur Raschid (zirka 1533–1565, Teilherrscher in Kaschgar)
- diverse unbedeutende Herrscher bis Ende des 17. Jahrhunderts